# Paul Muldoon

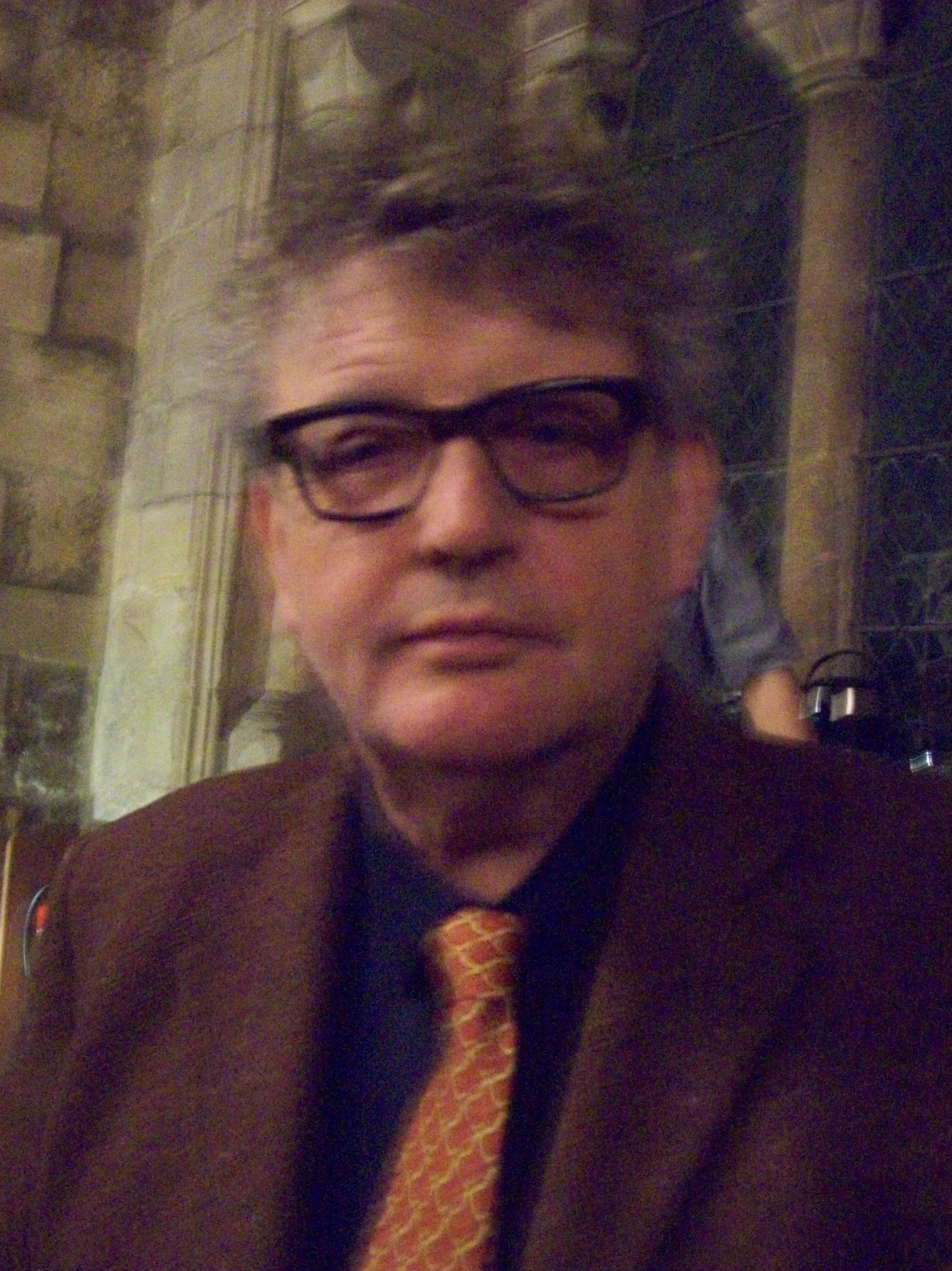
Paul Muldoon (2013)

Paul Muldoon (* 20. Juni 1951 in Portadown) ist ein nordirischer Dichter. Er war von 1999 bis 2004 Oxford Professor of Poetry, gehört zu den Ehrenmitgliedern des Hertford College und gewann neben zahlreichen anderen Auszeichnungen 2003 den Pulitzer-Preis für Poesie.

## Leben und Schaffen
Muldoon wuchs als Katholik in der Grafschaft Armagh als Sohn einer Lehrerin und eines Pilz- und Gemüsezüchters auf. Er besuchte das St. Patrick’ College in Armagh, wo er Gälisch lernte und sich mit der irischen Literatur befasste. In dieser Zeit verfasste er auch einige erste Gedichte auf Gälisch. Anschließend studierte er an der Queen’s University of Belfast, unter anderem bei Seamus Heaney, und war dort anschließend auch Lektor. Seine frühen Gedichte standen vor allem unter dem Einfluss von Robert Frost und insbesondere T. S. Eliot. Von 1973 bis 1986 bei der British Broadcasting Corporation in Belfast.
Im Jahr 1987 siedelte er in die Vereinigten Staaten über und lehrte an der Columbia University und der Princeton University, wo er heute Professor für Humanities und Kreatives Schreiben ist. Seit 2007 ist er auch Leiter des Lyrik-Ressorts des New Yorker. Muldoon ist zudem Fellow der Royal Society of Literature, der American Academy of Arts and Letters und der American Academy of Arts and Sciences. Er schrieb und schreibt außerdem Liedtexte für Warren Zevon, The Handsome Family und die Rock-’n’-Roll-Band Rackett, bei der er auch Gitarrist ist.
Seit den Siebzigerjahren veröffentlicht er regelmäßig Gedichtbände, für die er mehrfach mit Preisen ausgezeichnet wurde. Neben Heaney gilt er als einer der bedeutsamsten zeitgenössischen nordirischen Dichter. Er schreibt sowohl kurze als auch längere erzählende Gedichte und verwendet neben traditionellen literarischen Formen wie Ballade oder Sonett auch experimentelle Gestaltungsformen. Seine Lyrik kann sowohl spielerisch als auch ernsthaft sein und umfasst eine Vielfalt von Themen, von persönlichen über politische bis zu historischen. Sie ist bekannt für ihren Reichtum an Wortspielen, Anspielungen, Ambiguitäten und Concetti.
Viele seiner Gedichte weisen auf den Zeichencharakter der Wirklichkeit hin und die Unmöglichkeit, sprachlichen Sinn dauerhaft festzuschreiben, obwohl Muldoons Bilder, Figuren oder Situationen stets einer gegenständlichen Welt verpflichtet bleiben. Charakteristisch sind jedoch Überraschungseffekte wie unerwartete Sinnzusammenhänge auf der Ebene von Klang, Form oder Etymologie, die semantische Kongruenzen in scheinbar unvereinbaren historischen, situativen oder intellektuellen Kontexten entstehen lassen. Trotz der gelegentlichen Kritik, Bilderrätsel statt Gedichte zu verfassen und Dichtung als sinnentleertes Sprachspiel zu gestalten, ist Muldoon ungeachtet seines Blickes für das Absurde und seiner mitunter zynischen Realitätsbetrachtung oder seiner postmodernen Sensibilität für die Beziehungen von Wort, Realität und Wahrnehmung nicht darauf aus, die Welt und Wirklichkeit als reine Zufälligkeit zu deuten.
Sein lyrisches Werk ist sowohl durch den Sprach- und Bilderreichtum des ländlichen Lebens seiner Kindheit wie auch durch sein umfassendes kultur-historisches Wissen, seinen tiefgründigen Humor und eine Art von spielerischer Gelehrsamkeit geprägt. Der Kontrast zwischen der ländlichen Herkunft und dem späteren kosmopolitischen Werdegang Muldoons findet beispielsweise seinen Niederschlag in seinem vierten Gedichtband Quoof aus dem Jahre 1983. Der Titel stellt ein Privat-Wort dar, das in der Familie Muldoon eine Wärmeflasche bezeichnete und von Muldoon nun als poetisches Zeichen für die widersprüchliche Erfahrung von Identität, Geborgenheit und sozialer Abgrenzung genutzt wird.
Obwohl die Unruhen und der Konflikt in Nordirland in zahlreiche Texte Muldoons einfließen, ist er dennoch kein politischer Lyriker oder Schriftsteller im engeren Sinne. In seinem fünften Gedichtband Meeting the British (1987), der in dem langen dialogischen Gedicht 7, Middagh Street gipfelt, bringt Muldoon in einer Serie imaginärer Monologe berühmter künstlerischer oder literarischer Figuren wie W. H. Auden, Salvador Dalí, Gypsy Rose Lee, Carson McCullers und Louis MacNeice in durchaus provokativer Form seine Meditation über das Verhältnis von Kunst und Wirklichkeit vor dem Hintergrund von Krieg und Zerstörung zum Ausdruck.
Vermutlich beeinflusst durch die Übersiedlung Muldoons in die USA handeln seine jüngeren Gedichte oftmals von irisch-amerikanischen Passagen, wie etwa das umfangreiche narrative Titelgedicht seines sechsten Bandes Madoc (1990), das zugleich einen ironischen Kommentar über die abendländische Philosophie und ein spekulatives Gedankenexperiment enthält, in dem Muldoon einen von Samuel Taylor Coleridge und Robert Southey 1794 in Neuengland geplanten, jedoch nie verwirklichten, utopischen Gesellschaftsentwurf als historische Möglichkeit in der Imagination vorstellt.
In seinen kurzen und langen Immram-Erzählungen, die 1980 erschienen, versucht Muldoon unter anderem etwa in Identities oder The Big House die Verbindungen von persönlicher und öffentlicher Geschichte auszuloten. Dabei nimmt er häufig die Rolle eines Reisenden ein, der teilweise vergleichbar mit dem klassischen Picaro von seinen mitunter auch komischen Begegnungen mit der modernen Welt erzählt. Für seine komplexes, mit einer Fülle von Anspielungen auf Literatur, Kunst und Philosophie überquellendes Dichtwerk Incantata aus The Annals of Chile in Form eines Briefes in freien Versen erhielt Muldoon 1994 den T. S. Eliot Prize der Poetry Book Society.
Muldoons Interesse an den Ausdrucksmöglichkeiten verschiedener Gattungsformen spiegelt sich neben seinem Bemühen um die Modernisierung archaischer Erzählformen wie etwa dem Gaunerzyklus der Winnebago Indianer (The More a Man Has the More a Man Wants in Poems 1968 - 1998) auch in seinem Wechsel in die Welt der Oper. So verfasste er zwei Libretti: Shining Brow (1993) und Bandanna (1999). Sein 1998 veröffentlichter Gedichtband Hay festigte seinen Ruf als einer der bedeutendsten irischen Dichter seiner Generation.
Für 2017 wurde Muldoon die Queen’s Gold Medal for Poetry zuerkannt.
Muldoon lebt in New York und Sharon Springs, New York. Er ist mit der Schriftstellerin Jean Hanff Korelitz verheiratet und hat zwei Kinder.

## Werke (Auswahl)
- 1973: New Weather
- 1977: Mules
- 1980: Immram
- 1982: Out of Siberia
- 1983: Quoof
- 1984: The Wishbone
- 1987: Meeting the British
- 1990: Madoc: A Mystery
- 1993: Shining Brow
- 1994: The Annals of Chile
- 1998: Hay
- 2000: To Ireland, I
- 2002: Moy Sand and Gravel
- 2004: Selected Poems: 1963–2003 (ausgezeichnet mit dem Griffin Poetry Prize)
- 2006: Horse Latitudes
- 2009: Plan B
- 2010: Maggot
- 2015: One Thousand Things Worth Knowing
- 2021: Einleitung in: Paul McCartney: The Lyrics: 1956 to Present. W. W. Norton & Company.
- 2024: Joy in Service on Rue Tagore.

in deutscher Sprache
- 1998: Auf schmalen Pfaden durch den tiefen Norden. Ausgewählte Gedichte, Edition Akzente; übertragen von Margitt Lehbert und Hans-Christian Oeser, Carl Hanser Verlag, München ISBN 3-446-19496-7.
- 2021: Einleitung von Paul Muldoon. In: Paul McCartney: Lyrics. 1956 bis heute. Hrsg. mit einer Einleitung von Paul Muldoon. Aus dem Englischen übersetzt von Conny Lösch. C. H. Beck, München 2021, ISBN 978-3-406-77650-2 (Einleitung: S. XXVI–XXXI). – Mit auf Gesprächen (2015 bis 2020) zwischen Paul McCartney und Paul Muldoon beruhenden Texten.